# 언어에 대한 지식
《언어에 대한 지식: 그것의 본성, 기원, 사용》은 미국 언어학자 노엄 촘스키(Noam Chomsky)가 1986년에 처음 출판한 책이다. 이 책에서 촘스키는 언어철학과 심리철학의 주제를 다룬다. 그는 언어 구조에 대한 연구가 인간 마음의 작용에 대한 통찰력을 제공한다고 주장한다.